# Magnus Marinason (Magnus Marinasons ätt)
Magnus Marinason (Magnus Marinasons ätt), född på 1200-talet, död på 1300-talet, var en svensk riddare.

## Biografi
Magnus Marinason (Magnus Marinasons ätt) nämns första gången 1293 och var då riddare. Han nämns sista gången 1308.

### Egendom
Magnus Marinason ägde jord i Selebo härad i Södermanland.

### Familj
Magnus Marinason var gift med en okänd kvinna. De fick tillsammans barnen kaniken Johan Magnusson (Magnus Marinasons ätt) i Uppsala, domprosten Nils Magnusson (Magnus Marinasons ätt) i Strängnäs, domprosten Invevald Magnusson (Magnus Marinasons ätt) i Strängnäs och Finvid Magnusson.
Han gifte sig andra gången senast 1304 med Kristina Birgersdotter (Hjorthorn, Birger Håkanssons ätt) (levde 1331), dotter till riddaren Birger Håkansson (Hjorthorn, Birger Håkanssons ätt) och Ingeborg Tunadotter (Håkan Tunessons ätt). De fick tillsammans riddaren Birger Magnusson (Magnus Marinasons ätt), riddaren Håkan Magnusson (Magnus Marinasons ätt), riddaren Lars Magnusson (Magnus Marinasons ätt), en dotter som var gift med Törne Törnesson (Hjorthorn, Törne Matssons ätt) och en dotter som var gfit med Nils Jonsson (Rävelstaätten).